# 灰ヶ峰

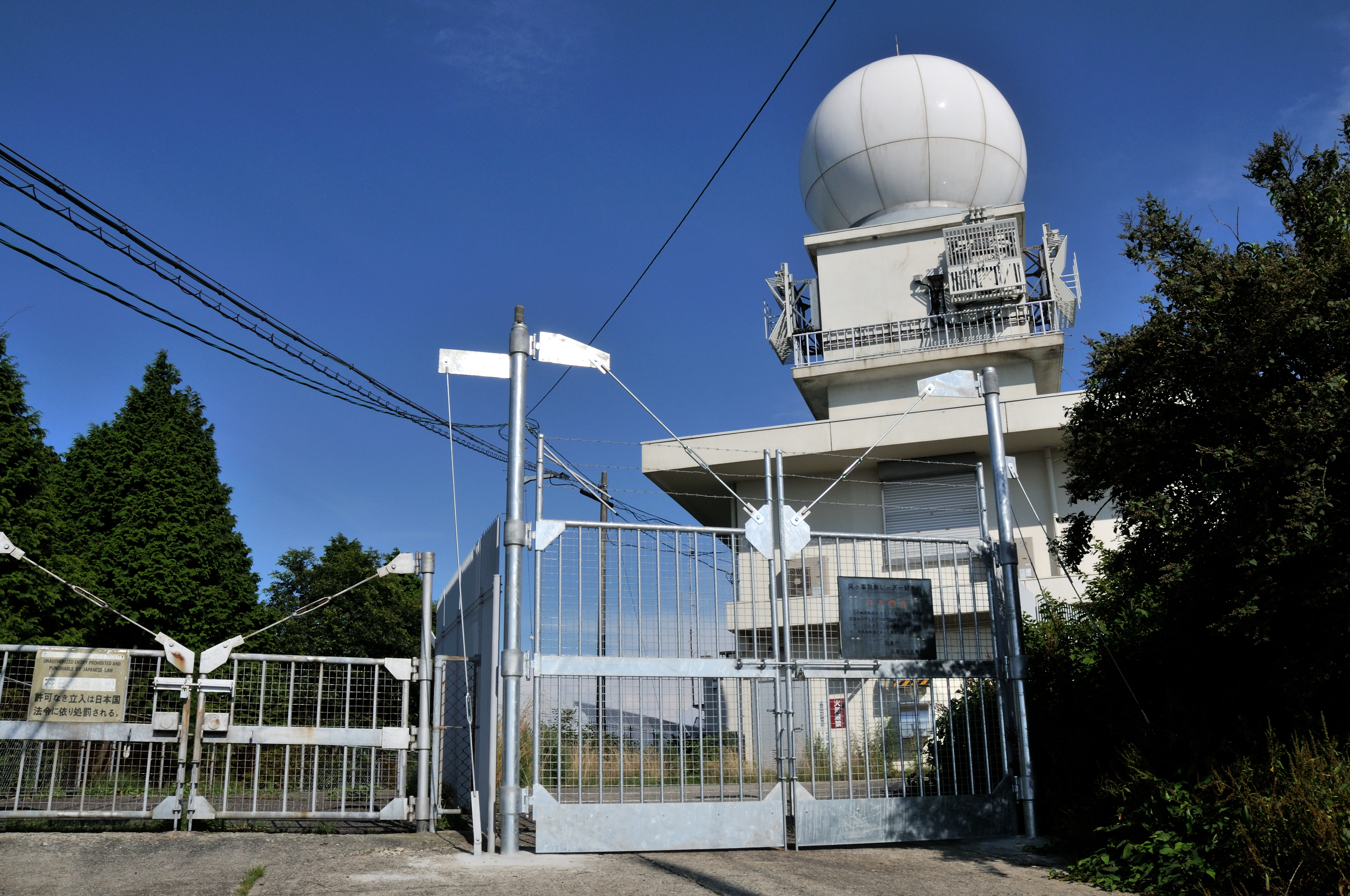
灰ヶ峯気象レーダー観測所。写真左側の門は米軍施設への出入口

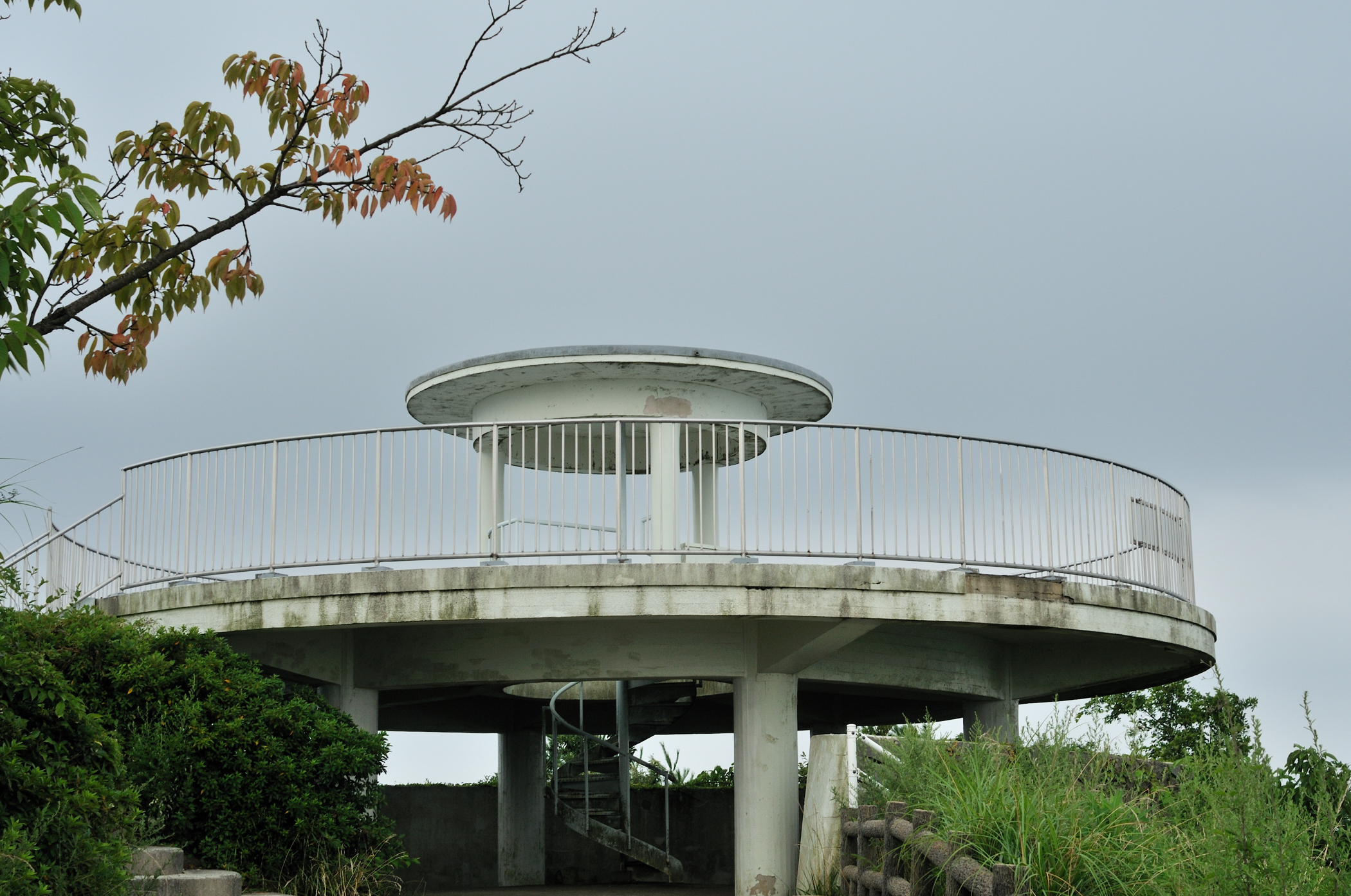
元高射砲台基部を使用した展望台

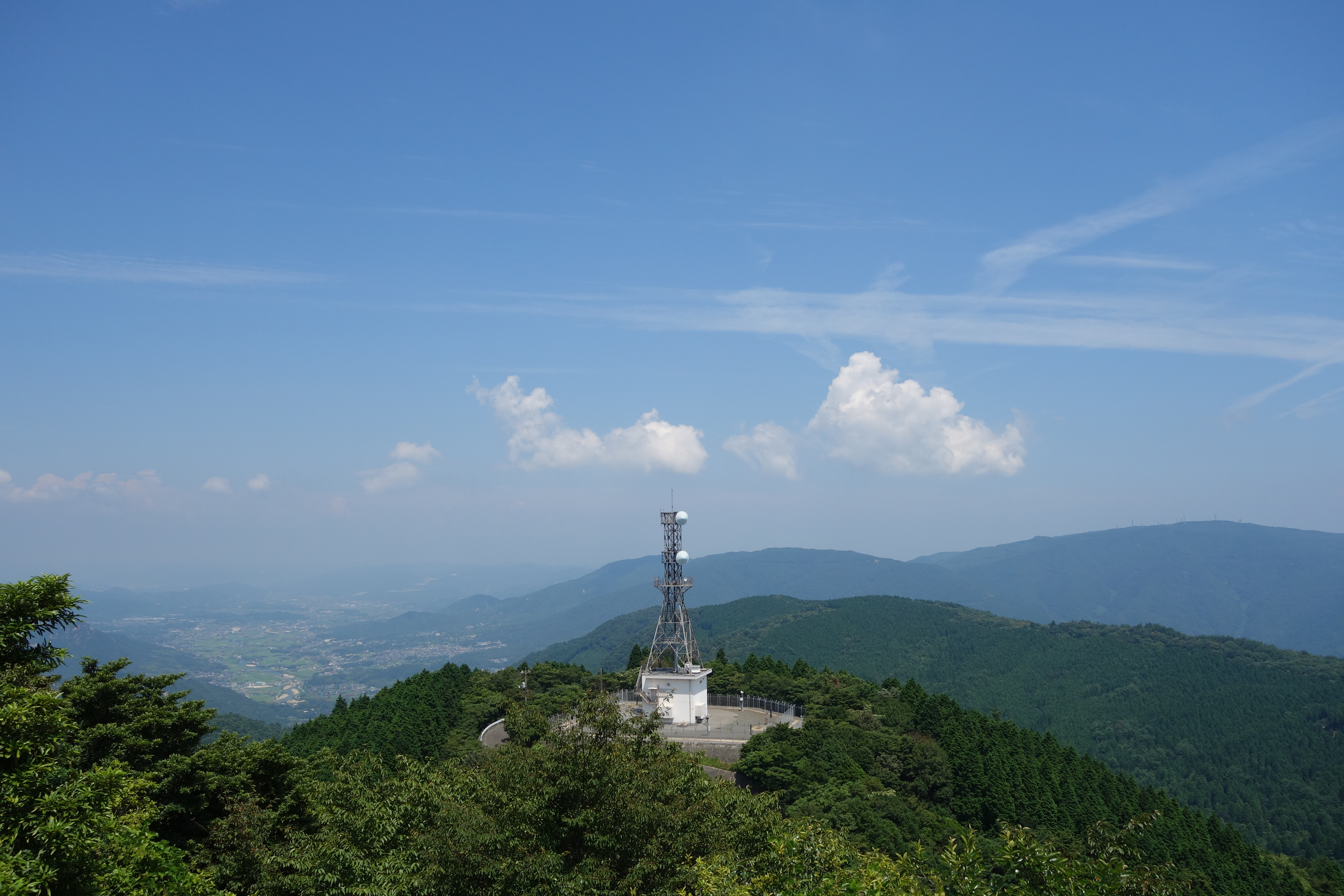
灰ヶ峰の電波塔。左奥は呉市郷原及び東広島市黒瀬町。

灰ヶ峰（灰が峰、はいがみね）は、広島県呉市の市街地北部にある独立峰である。呉市の中で野呂山に次ぐ高い山で、標高は737mである。

## 概要
江戸時代後期の慶応3年（1867年）に発行された『官板実測日本地図』では、灰ヶ峰ではなく「蝿ヶ峰」と記載されている。第二次世界大戦中は軍港の呉を空襲から守るための海軍の高射砲施設があり、一般人は立ち入り禁止であった。頂上の展望台は元高射砲台の基部が使われている。また現在、気象庁の無人測候所のある平坦部は終戦後すぐは進駐軍のレーダー基地であった。
山頂には、直径6.7m白いドーム型の気象レーダー「広島地方気象台 灰ヶ峯気象レーダー観測所」や電波塔、展望台と駐車場がある。展望台から呉の市街地までは前面を遮るものが無い急斜面のガケであり、呉市街地や瀬戸内海の島々が一望できる。前述の様に周りにこの灰ヶ峰より高い山が無い独立峰なのでほぼ360度の視界がある。
広島県有数の夜景スポットでもあり、夜景100選に選ばれている。市街地の夜景の大きな光の部分が平仮名の「くれ」に見えるといわれている。また初日の出のスポットとしても有名であるが、頂上の駐車場は6台分のみなので非常に混雑する。
呉市出身のBluem of Youthのシングル「線路沿いの恋」に、灰ヶ峰の夜景に関する歌詞が見られる他、呉市在住の漫画原作者の田島隆の作品『カバチタレ!』などにも灰ヶ峰からの景色が描かれている。

## アクセス
JR呉駅前から、呉市生活バス（東和交通）の苗代下条行き（平原経由）に乗車、「柳迫灰が峰登山口」下車